# Irlanda nos Jogos Olímpicos de Verão de 2004
A Irlanda competiu nos Jogos Olímpicos de Verão de 2004, em Atenas, na Grécia.